# 皆川明
皆川 明（みながわ あきら、1967年 - ）は、東京都出身のファッションデザイナー。多摩美術大学教授。

## 来歴
1967年東京都生まれ。1986年、神奈川県立港北高等学校卒業。1987年文化服装学院服飾専門課程II部服装科（夜間）入学。1989年、大西和子のメーカー「P・J・C」入社。独立して、1995年「ミナ（minä）」ブランド開始。2003年「ミナ・ペルホネン（minä perhonen）」に名称変更し、2004年パリ・コレクション初参加。
2006年、大阪成蹊大学芸術学部客員教授。2008年に多摩美術大学美術学部生産デザイン学科客員教授、2022年から同大学教授。

## 人物
- 高校のときは陸上長距離選手だったが、怪我により長距離ランナーへの道を断念[1]、進学せずにヨーロッパ各地を旅した。そこで、輸入家具を扱う祖父母の影響から興味を持ったフィンランドなど北欧のデザインやライフスタイルに触れる[1]。また、パリ・コレクション関連のアルバイトの機会を偶然得たことで、ファッションを志すきっかけとなった。
- ヨーロッパ旅行から戻り、19歳で文化服装学院夜間コースに入学した頃の印象深かった思い出は、文化祭ファッションショーの参加。
- 「P・J・C」でパターン製作やレース素材のノウハウを学ぶ。27歳で独立して「ミナ（minä）」ブランドを始めるが、軌道に乗るまで、築地魚市場でアルバイトしながら生計を立てた[1]。
- ブランド名のペルホネンはフィンランド語で蝶の意味。「minä perhonen」の商品名はフィンランド語から採られている。
- 2006年デンマークのテキスタイルメーカー「kvadrat（クヴァドラ）」、2010年英国リバティ社からデザイン生地発表。
- 2011年の東京スカイツリー、青森県立美術館、伊勢丹新宿本店「Beauty Apothecary」フロアスタッフのユニフォームをデザインした。
- 装苑『minä perhonen のえことば』を連載した。

## 受賞
- 2006年、第24回毎日ファッション大賞
- 2015年、毎日デザイン賞
- 2016年、第66回芸術選奨新人賞

## 個展
- 2002年「粒子 exhibition of minä's works」スパイラルガーデン、東京
- 2003年「minäのテキスタイルワールド」文化服装学院内リソースセンター、東京
- 2004年「imperfect」名古屋芸術大学アート＆デザインセンター、愛知
- 2005年「オモテウラ」宇都宮美術館 プロムナードギャラリー、栃木
- 2006年「派生するデザイン」大阪成蹊大学ギャラリーB、京都
- 2008年「TODAY'S ARCHIVES」国立新美術館 SFTギャラリー、東京
- 2009年「ミナ ペルホネン — ファッション＆デザイン」Audax Textielmuseum Tilburg、オランダ
- 2010年「ミナ ペルホネン The future from the past 未来は過去から」金沢21世紀美術館デザインギャラリー、石川
- 2010年「ミナ ペルホネン展覧会『進行中』」スパイラルガーデン、東京
- 2015年「1∞ミナカケル」スパイラルガーデン、東京
- 2015年「1∞ ミナカケル -ミナ ペルホネンの今までとこれから」長崎県美術館、長崎
- 2019年「ミナ ペルホネン 皆川明 つづく」東京都現代美術館、東京（2020年以降、兵庫県立美術館・福岡市美術館・青森県立美術館に巡回）
- 2023年「ミナ ペルホネン 皆川明 つづく」高雄市立美術館、台湾

## グループ展
- 2001年「CONTINUOUS CONNECTION Part-1」、国際デザインコンテスト第4回デザイン21、フェリッシモ　デザインハウス、ニューヨーク（アメリカ）
- 2003年「ROPPONGI CROSSING」森美術館、東京
- 2007年「Chocolate」21_21 DESIGN SITE、東京
- 2007年「THIS PLAY」21_21 DESIGN SITE、東京
- 2009年「Second Nature---a Danish Japanese design exhibition」Rundertaan、コペンハーゲン（デンマーク）
- 2010年「Future Beauty 30 Years of Japanese Fashion」グループ展、イギリス
- 2011年「『森へ探しに。』minä perhonen table wear 皆川明＋安藤雅信」展覧会
- 2012年「ツノムシテン 触展」MATERIO base ギャラリーヨルカ、東京
- 2012年、皆川明＋安藤雅信「はねの器 ハナの器」展、ギャラリーMITATE、ギャラリー ル・ベイン、東京

## 出演
- トップランナー（2006年6月25日、NHK総合テレビジョン）
- プロフェッショナル 仕事の流儀（2016年10月17日、NHK総合テレビジョン）[2]
- 日曜美術館「デザイナー皆川明 100年つづく人生（デザイン）のために」（2020年1月5日、NHK教育テレビジョン）
- NHKアカデミア「皆川明 デザイナー 生きるヒントが、ここに。」（2022年11月22日、NHK Eテレ）[3]
- NHK やまコレ「デザインミュージアムジャパン 皆川明×山形」（2022年11月22日、NHK Eテレ）[4]

## 共編
- 皆川明 編『ミナを着て旅に出よう』DAI‐X出版、2003年2月。
- 皆川明 編『皆川明の旅のかけら』文化出版局、2003年11月。
- 工藤直子・皆川 明 編『おいで、もんしろ蝶 (おはなしのたからばこ 30)』フェリシモ出版、2010年4月。
- 皆川明 編『すてきなあなたに よりぬき集』暮しの手帖社、2012年6月。
- 皆川明 編『今日のまかない』マガジンハウス、2014年9月。
- 皆川明 編『ミナ ペルホネンの時のかさなり』文化出版局、2014年10月。
- 谷川俊太郎・皆川明 編『はいくないきもの (谷川俊太郎さんの「あかちゃんから絵本」)』クレヨンハウス、2015年4月。
- ワタリウム美術館・皆川明 編『皆川明100日WORKSHOP (スペースシャワーブックス)』スペースシャワーネットワーク、2017年3月。